# Nass (település)
Nass az Amerikai Egyesült Államok északnyugati részén, Washington állam Yakima megyéjében elhelyezkedő önkormányzat nélküli település.
A település a Northern Pacific Railway Company vasútvonala mentén jött létre. Történészek szerint a Nass név a National Agriculture Statistics Service (Nemzeti Agrárstatisztikai Szolgálat) rövidítéséből ered, azonban származhat az egykor itt élők vezetéknevéből is.

## Fordítás
Ez a szócikk részben vagy egészben  a   Nass, Washington című angol Wikipédia-szócikk ezen változatának fordításán alapul.  Az eredeti cikk szerkesztőit annak laptörténete sorolja fel. Ez a jelzés csupán a megfogalmazás eredetét és a szerzői jogokat jelzi, nem szolgál a cikkben szereplő információk forrásmegjelöléseként.